# Amos Ekhalie
Amos Ekhalie, född 8 juli 1988, är en kenyansk fotbollsspelare (mittfältare) som spelar i den åländska klubben IFK Mariehamn i finska Tipsligan. Ekhalie har tidigare representerat Coast Stars i Mombasa, Kenya.